# Střední Jáva
Střední Jáva (indonésky Jawa Tengah) je jedna z indonéských provincií. V souladu se svým názvem zabírá centrální část ostrova Jáva. Hlavním a největším městem je Semarang s počtem obyvatel přesahujícím jeden milion, ležící na severu na pobřeží Jávského moře.

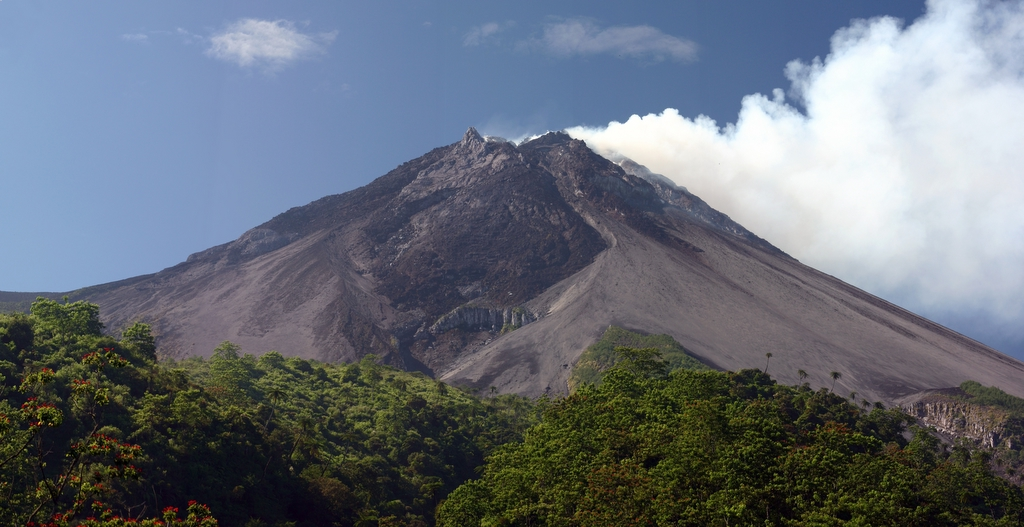
Sopka Merapi

Střední Jáva zabírá plochu 32 548,20 km² a žije zde zhruba 33 milionů lidí. Na východě sousedí s Východní Jávou, na západě se Západní Jávou a na jihu obklopuje malou provincii Yogyakarta se stejnojmenným hlavním městem. K provincii patří také Karimunjawa (souostroví severně od Semarangu) a Kambangan na jihozápadě, který je od Jávy oddělen jen úzkým průlivem a sloužil dlouhá léta jako vězeňský ostrov.
U Magelangu se nachází jedna z nejnavštěvovanějších indonéských památek, chrámový komplex Borobudur. Pro Jávu typický je velký počet vulkánů, najdeme zde i nejaktivnější indonéskou sopku, Merapi.